# Notogomphus dorsalis
Notogomphus dorsalis é uma espécie de libelinha da família Gomphidae.
Pode ser encontrada nos seguintes países: República Democrática do Congo, Etiópia, Quénia, Tanzânia e Uganda.
Os seus habitats naturais são: florestas secas tropicais ou subtropicais, florestas subtropicais ou tropicais húmidas de baixa altitude e rios.